# Roman Olehovics Jaremcsuk
Roman Olehovics Jaremcsuk (ukrán betűkkel: Роман Олегович Яремчук; Lviv, 1995. november 27.) ukrán válogatott labdarúgó, csatár, a belga Club Brugge játékosa.

## Pályafutása

### Klubcsapatokban
Pályafutását szülővárosa csapatában, a Karpati Lvivben kezdte, 2007-ben, 12 éves korában került a Dinamo Kijiv akadémiájára. Az ukrán ifjúsági ligában 21 mérkőzésen tíz gólt szerzett első idényében, 2013-től pedig a Dinamo ukrán másodosztályban szereplő tartalékcsapatában kapott játéklehetőséget.
2016 októberében az Olekszandrija vette kölcsön, itt tizennégy bajnokin ötször volt eredményes fél év alatt, 2016 novemberében a hónap játékosának választották a Premjer-lihában.
2017 augusztusában négyéves szerződést írt alá a belga élvonalbeli KAA Gent együtteséhez. Rövid időn belül a csapat meghatározó játékosa lett, első bajnokiját az Anderlecht ellen játszotta, 2017. augusztus 27-én, november 3-án pedig az első gólját is megszerezte a Gentben.
2020 januárjában achilles-ín-sérülést szenvedett, aminek következtében műtét, és többhónapos kihagyás várt rá. 2021. július 31-én a portugál Benfica öt évre szóló szerződést kötött vele. 2022. augusztus 29-én a Club Brugge csapatához igazolt négy évre.

### A válogatottban
2014-ben részt vett az U19-es Európa-bajnokságon, 2015-ben pedig az U20-as világbajnokságon. Előbbi tornán kettő, utóbbin három csoportmérkőzésen lépett pályára. 2018. szeptember 6-án mutatkozott be a felnőtt válogatottban. 2021 júniusában Andrij Sevcsenko meghívta az Európa-bajnokságon résztvevő 26 fős keretbe. A kontinenstornán az ukránok első két csoportmérkőzésén, Hollandia és Észak-Macedónia ellen egyaránt gólt szerzett. Andrij Jarmolenko mellett az egyetlen ukrán labdarúgó, aki két különböző Európa-bajnoki mérkőzésen is gólt szerzett.